# Soulce
Soulce (toponimo francese; in tedesco Sulz, desueto) è una frazione di 236 abitanti del comune svizzero di Haute-Sorne, nel Canton Giura (distretto di Delémont).

## Storia

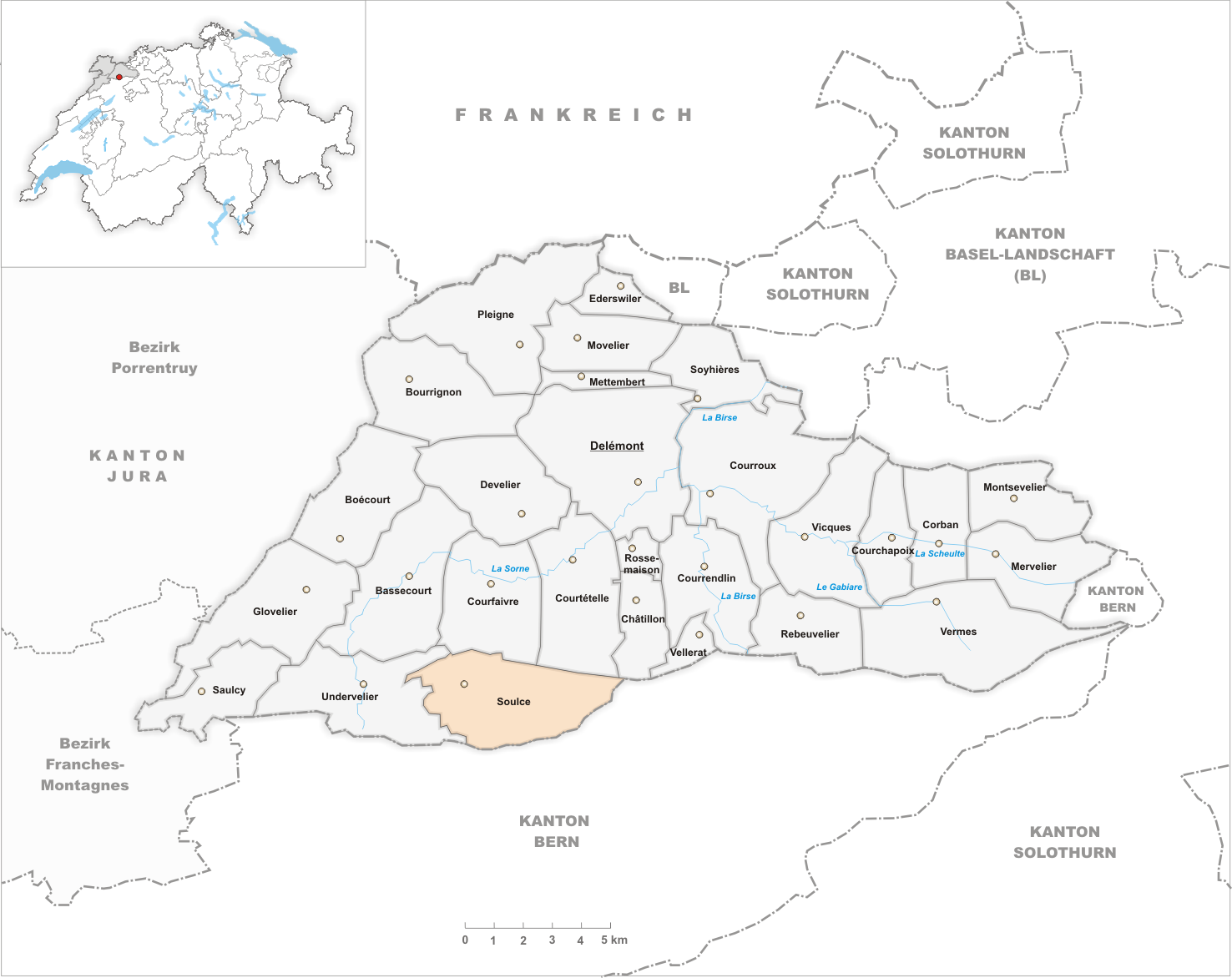
Il territorio del comune di Soulce prima degli accorpamenti comunali del 2013

Già comune autonomo che si estendeva per 24,68 km², il 1º gennaio 2013 è stato accorpato agli altri comuni soppressi di Bassecourt, Courfaivre, Glovelier e Undervelier per formare il nuovo comune di Haute-Sorne.

## Monumenti e luoghi d'interesse

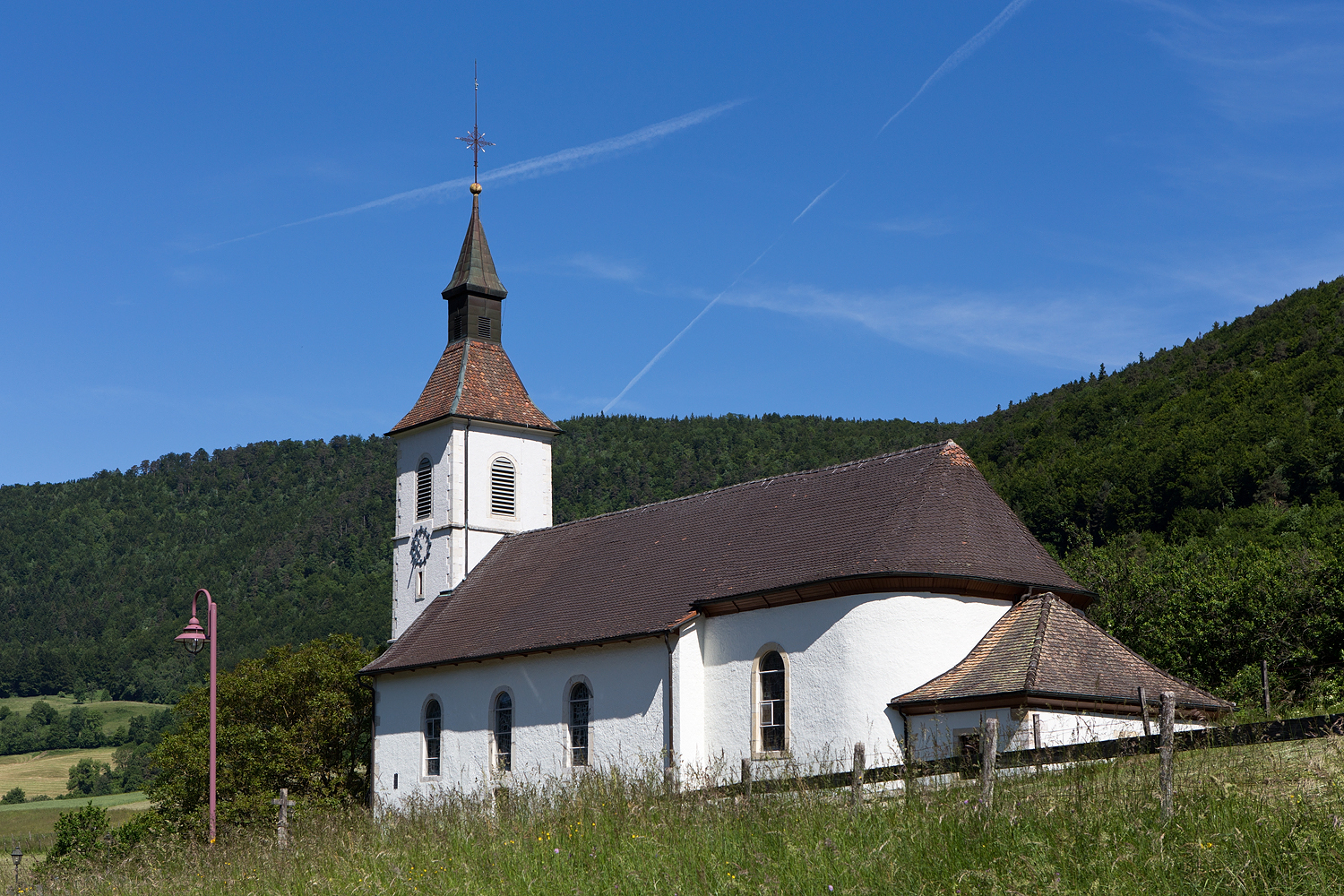
La chiesa di San Lorenzo

- Chiesa cattolica di San Lorenzo, ricostruita nel 1709-1711[1].

## Società

### Evoluzione demografica
L'evoluzione demografica è riportata nella seguente tabella:
Abitanti censiti

## Amministrazione
Dal 1853 comune politico e comune patriziale erano uniti nella forma del commune mixte.